# Help! Help! Hydrophobia!
Help! Help! Hydrophobia! er en amerikansk stumfilm fra 1913 af Henry Lehrman.

## Medvirkende
- Roscoe 'Fatty' Arbuckle - Jim Brown
- Viola Barry
- Nick Cogley